# Fatou Touray

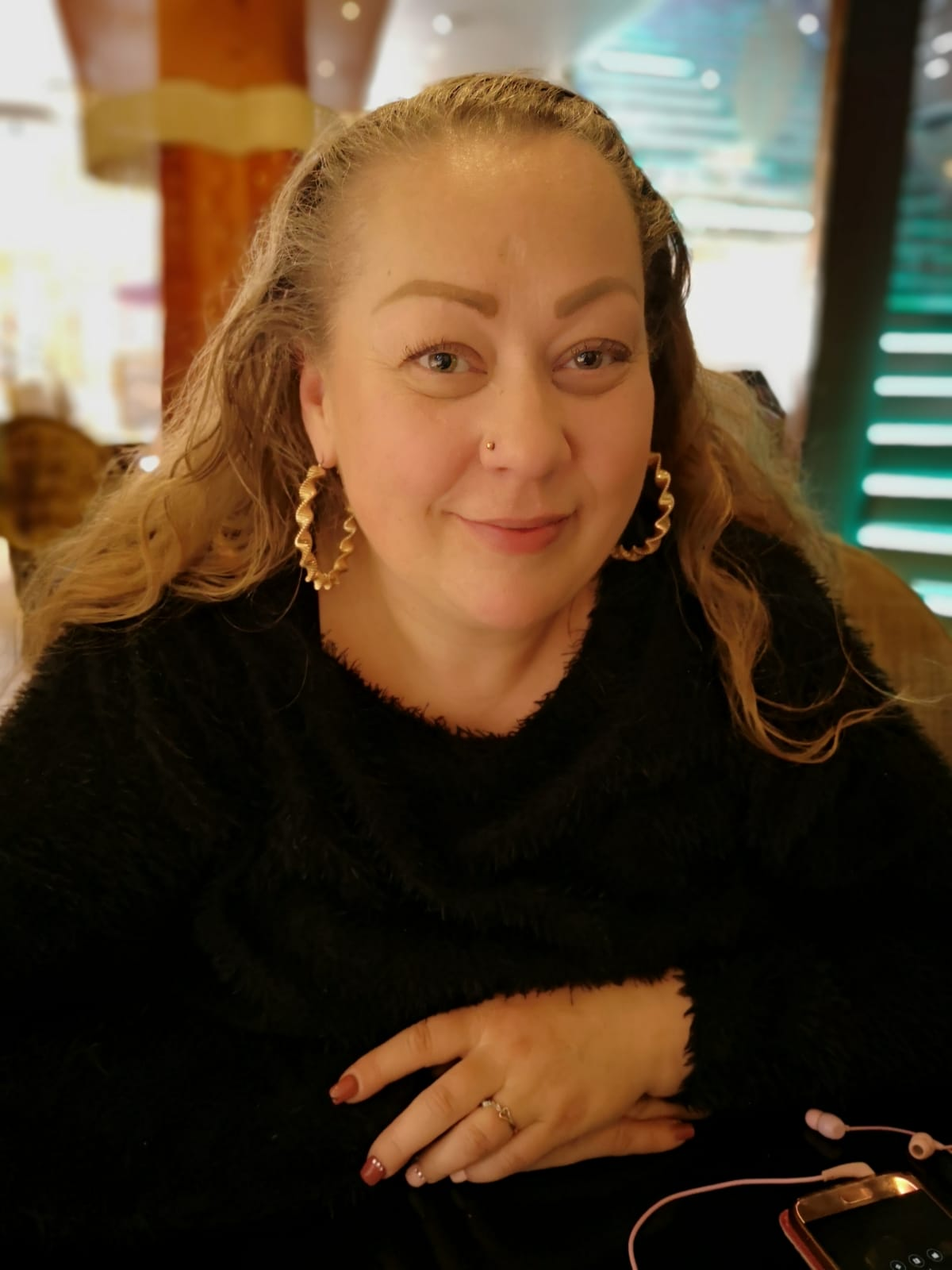
Fatou Lusi

Fatou Lussi (tidigare Touray), född 1970 i Härnösand, är en entreprenör. Fatou Lussi startade webbtidningen Afrope 2012 och är en av två chefredaktörer för tidningen. Fatou Lussi nominerades till Årets Entreprenör i Maishagalan 2015. Sedan 2017 driver Fatou Lussi även företaget Fatous Passion där hon tar fram egna recept och skapar sin egen naturliga hudvård. Fatou Lussi är i perioder även en aktiv debattör i framför allt samhällsfrågor. Fatou Lussi är en bloggare bosatt i Stockholm som sedan år 2005 driver bloggen Tonårsmorsa. Bloggen var den mest lästa bloggen enligt Aftonbladets bloggtjänst den 1 till 7 september 2005  och vinnare av Stora Bloggpriset i kategori vardag år 2008.
Fatou Lussi var tidigare radiokåsör i Radio Uppland . Hon har varit med i Expressens artikelserie om dolda avgifter i skolan.